# Rugby Europe Trophy 2016-17
El Rugby Europe Trophy o Seis Naciones C de la temporada 2016-2017 fue la primera edición del tercer torneo en importancia de rugby en Europa por debajo del Seis Naciones y el Championship.
El campeón tendrá la posibilidad de ascender luego de disputar el repechaje frente al último lugar del Rugby Europe Championship 2017.

## Posiciones
| Pos. | País         | Encuentros | Encuentros | Encuentros | Encuentros | Tantos  | Tantos    | Tantos     | Puntos Bonus | Puntos |
| Pos. | País         | jugados    | ganados    | empatados  | perdidos   | a favor | en contra | diferencia | Puntos Bonus | Puntos |
| ---- | ------------ | ---------- | ---------- | ---------- | ---------- | ------- | --------- | ---------- | ------------ | ------ |
| 1    | Portugal     | 5          | 5          | 0          | 0          | 197     | 37        | +142       | 5            | 25     |
| 2    | Países Bajos | 5          | 3          | 0          | 2          | 159     | 94        | +65        | 3            | 15     |
| 3    | Suiza        | 5          | 3          | 0          | 2          | 140     | 122       | +18        | 1            | 13     |
| 4    | Polonia      | 5          | 3          | 0          | 2          | 73      | 73        | 0          | 0            | 12     |
| 5    | Moldavia     | 5          | 1          | 0          | 4          | 100     | 162       | -62        | 2            | 6      |
| 6    | Ucrania      | 5          | 0          | 0          | 5          | 52      | 215       | -163       | 0            | 0      |

Nota: Se otorgan 4 puntos por victoria, 2 por empate y 0 por derrota.
Puntos Bonus: 1 punto por convertir, al menos, 3 ensayos más que el rival en un partido (BO) y 1 al equipo que pierda por 7 o menos puntos de diferencia (BD).

## Partidos
| 24 de septiembre de 2016 | Polonia | 22 - 0 | Ucrania | Arena Lublin, Lublin |  |

| 5 de noviembre de 2016 | Ucrania | 12 - 54 | Países Bajos | Stadium Lviv, Lviv |  |

| 12 de noviembre de 2016 | Moldavia | 54 - 15 | Ucrania | Stadionul Central, Bălți |  |

| 19 de noviembre de 2016 | Países Bajos | 44 - 17 | Moldavia | NRCA Stadium, Ámsterdam |  |

| 19 de noviembre de 2016 | Suiza | 10 - 28 | Portugal | Stade Municipal, Yverdon-les-Bains |  |

| 26 de noviembre de 2016 | Suiza | 29 - 26 | Moldavia | Stade Municipal, Yverdon-les-Bains |  |

| 18 de febrero de 2017 | Portugal | 35 - 10 | Polonia | CAR Rugby do Jamor, Lisboa |  |

| 29 de febrero de 2017 | Países Bajos | 10 - 26 | Portugal | NRCA Stadium, Ámsterdam |  |

| 11 de marzo de 2017 | Portugal | 59 - 0 | Moldavia | CAR Rugby do Jamor, Lisboa |  |

| 12 de marzo de 2017 | Suiza | 54 - 18 | Ucrania | CS Cherpines, Plan-les-Ouates |  |

| 17 de marzo de 2017 | Moldavia | 3 - 15 | Polonia | Stadionul Raional, Anenni Noi |  |

| 18 de marzo de 2017 | Países Bajos | 38 - 25 | Suiza | NRCA Stadium, Ámsterdam |  |

| 1 de abril de 2017 | Ucrania | 7 - 31 | Portugal | Spartak Stadium, Odessa |  |

| 8 de abril de 2017 | Polonia | 14 - 13 | Países Bajos | Stadion Widzewa, Łódź |  |

| 22 de abril de 2017 | Polonia | 12 - 22 | Suiza | Stadion Polonii Warszawa, Varsovia |  |